# Wereldkampioenschappen schoonspringen 2019 – tienmetertoren mannen
Het schoonspringen vanaf de tienmetertoren voor mannen tijdens de wereldkampioenschappen schoonspringen 2017 vond plaats op 19 en 20 juli 2019 in het Nambu University Municipal Aquatics Center in Gwangju.

## Uitslag
Groen geeft de finalisten weer.
Blauw geeft de halvefinalisten weer.
| Rang   | Naam                 | Land                   | Voorronde | Voorronde | Halve finale  | Halve finale  | Finale        | Finale        |
| Rang   | Naam                 | Land                   | Punten    | Rang      | Punten        | Rang          | Punten        | Rang          |
| ------ | -------------------- | ---------------------- | --------- | --------- | ------------- | ------------- | ------------- | ------------- |
| Goud   | Yang Jian            | China                  | 530.10    | 1         | 573.35        | 1             | 598.65        | 1             |
| Zilver | Yang Hao             | China                  | 503.20    | 3         | 572.30        | 2             | 585.75        | 2             |
| Brons  | Aleksandr Bondar     | Rusland                | 483.55    | 5         | 426.60        | 10            | 541.05        | 3             |
| 4      | Oleksij Sereda       | Oekraïne               | 446.95    | 8         | 476.30        | 7             | 490.50        | 4             |
| 5      | Benjamin Auffret     | Frankrijk              | 473.70    | 6         | 469.20        | 8             | 489.20        | 5             |
| 6      | Woo Ha-ram           | Zuid-Korea             | 485.15    | 4         | 493.90        | 4             | 477.25        | 6             |
| 7      | Tom Daley            | Verenigd Koninkrijk    | 514.60    | 2         | 505.40        | 3             | 470.35        | 7             |
| 8      | Brandon Loschiavo    | Verenigde Staten       | 401.40    | 12        | 433.70        | 9             | 470.10        | 8             |
| 9      | Cassiel Rousseau     | Australië              | 393.95    | 17        | 416.80        | 12            | 455.35        | 9             |
| 10     | Noah Williams        | Verenigd Koninkrijk    | 406.45    | 11        | 480.50        | 6             | 440.95        | 10            |
| 11     | Vincent Riendeau     | Canada                 | 408.20    | 10        | 421.00        | 11            | 440.70        | 11            |
| 12     | David Dinsmore       | Verenigde Staten       | 436.95    | 9         | 483.60        | 5             | 438.15        | 12            |
| 13     | Isaac Filho          | Brazilië               | 397.90    | 14        | 404.50        | 13            | Uitgeschakeld | Uitgeschakeld |
| 14     | Igor Mjalin          | Rusland                | 398.50    | 13        | 403.60        | 14            | Uitgeschakeld | Uitgeschakeld |
| 15     | Rafael Quintero      | Puerto Rico            | 397.65    | 15        | 382.30        | 15            | Uitgeschakeld | Uitgeschakeld |
| 16     | Iván García          | Mexico                 | 469.55    | 7         | 368.80        | 16            | Uitgeschakeld | Uitgeschakeld |
| 17     | Lou Massenberg       | Duitsland              | 394.75    | 16        | 365.70        | 17            | Uitgeschakeld | Uitgeschakeld |
| 18     | Kevin Berlín         | Mexico                 | 390.80    | 18        | 361.85        | 18            | Uitgeschakeld | Uitgeschakeld |
| 19     | Sebastián Villa      | Colombia               | 381.35    | 19        | Uitgeschakeld | Uitgeschakeld | Uitgeschakeld | Uitgeschakeld |
| 20     | Bryden Hattie        | Canada                 | 379.30    | 20        | Uitgeschakeld | Uitgeschakeld | Uitgeschakeld | Uitgeschakeld |
| 21     | Timo Barthel         | Duitsland              | 366.50    | 21        | Uitgeschakeld | Uitgeschakeld | Uitgeschakeld | Uitgeschakeld |
| 22     | Vinko Paradzik       | Zweden                 | 365.90    | 22        | Uitgeschakeld | Uitgeschakeld | Uitgeschakeld | Uitgeschakeld |
| 23     | Nikolaos Molvalis    | Griekenland            | 346.70    | 23        | Uitgeschakeld | Uitgeschakeld | Uitgeschakeld | Uitgeschakeld |
| 24     | Maicol Verzotto      | Italië                 | 346.20    | 24        | Uitgeschakeld | Uitgeschakeld | Uitgeschakeld | Uitgeschakeld |
| 25     | José Ruvalcaba       | Dominicaanse Republiek | 341.20    | 25        | Uitgeschakeld | Uitgeschakeld | Uitgeschakeld | Uitgeschakeld |
| 26     | Oleg Serbin          | Oekraïne               | 339.10    | 26        | Uitgeschakeld | Uitgeschakeld | Uitgeschakeld | Uitgeschakeld |
| 27     | Víctor Ortega        | Colombia               | 339.05    | 27        | Uitgeschakeld | Uitgeschakeld | Uitgeschakeld | Uitgeschakeld |
| 28     | Oscar Ariza          | Venezuela              | 334.50    | 28        | Uitgeschakeld | Uitgeschakeld | Uitgeschakeld | Uitgeschakeld |
| 29     | Youssef Ezzat        | Egypte                 | 328.65    | 29        | Uitgeschakeld | Uitgeschakeld | Uitgeschakeld | Uitgeschakeld |
| 30     | Jellson Jabillin     | Maleisië               | 327.40    | 30        | Uitgeschakeld | Uitgeschakeld | Uitgeschakeld | Uitgeschakeld |
| 31     | Yoan Meriño          | Cuba                   | 326.85    | 31        | Uitgeschakeld | Uitgeschakeld | Uitgeschakeld | Uitgeschakeld |
| 32     | Jonathan Shan        | Singapore              | 322.85    | 32        | Uitgeschakeld | Uitgeschakeld | Uitgeschakeld | Uitgeschakeld |
| 33     | Siddharth Pardeshi   | India                  | 319.60    | 33        | Uitgeschakeld | Uitgeschakeld | Uitgeschakeld | Uitgeschakeld |
| 34     | Riccardo Giovannini  | Italië                 | 319.30    | 34        | Uitgeschakeld | Uitgeschakeld | Uitgeschakeld | Uitgeschakeld |
| 35     | Vladimir Harutyunyan | Armenië                | 318.70    | 35        | Uitgeschakeld | Uitgeschakeld | Uitgeschakeld | Uitgeschakeld |
| 36     | Carlos Ramos         | Cuba                   | 312.60    | 36        | Uitgeschakeld | Uitgeschakeld | Uitgeschakeld | Uitgeschakeld |
| 37     | Kawan Pereira        | Brazilië               | 309.15    | 37        | Uitgeschakeld | Uitgeschakeld | Uitgeschakeld | Uitgeschakeld |
| 38     | Kim Yeong-taek       | Zuid-Korea             | 298.40    | 38        | Uitgeschakeld | Uitgeschakeld | Uitgeschakeld | Uitgeschakeld |
| 39     | Lev Sargsyan         | Armenië                | 296.10    | 39        | Uitgeschakeld | Uitgeschakeld | Uitgeschakeld | Uitgeschakeld |
| 40     | Nathan Brown         | Nieuw-Zeeland          | 293.80    | 40        | Uitgeschakeld | Uitgeschakeld | Uitgeschakeld | Uitgeschakeld |
| 41     | Constantin Popovici  | Roemenië               | 292.70    | 41        | Uitgeschakeld | Uitgeschakeld | Uitgeschakeld | Uitgeschakeld |
| 42     | Cătălin Cozma        | Roemenië               | 287.95    | 42        | Uitgeschakeld | Uitgeschakeld | Uitgeschakeld | Uitgeschakeld |
| 43     | Athanasios Tsirikos  | Griekenland            | 286.20    | 43        | Uitgeschakeld | Uitgeschakeld | Uitgeschakeld | Uitgeschakeld |
| 44     | Conrad Lewandowski   | Thailand               | 283.55    | 44        | Uitgeschakeld | Uitgeschakeld | Uitgeschakeld | Uitgeschakeld |
| 45     | Mohab Ishak          | Egypte                 | 271.00    | 45        | Uitgeschakeld | Uitgeschakeld | Uitgeschakeld | Uitgeschakeld |
| 46     | Thitipoom Marksin    | Thailand               | 269.00    | 46        | Uitgeschakeld | Uitgeschakeld | Uitgeschakeld | Uitgeschakeld |
| 47     | Frandiel Gómez       | Dominicaanse Republiek | 220.45    | 47        | Uitgeschakeld | Uitgeschakeld | Uitgeschakeld | Uitgeschakeld |